# 후카가와역
후카가와역(일본어: 深川駅 후카가와에키[*])은 일본 홋카이도 후카가와시에 있는 홋카이도 여객철도의 역이다. 역 번호는 A24이며, 하코다테 본선의 소속역으로서, 이 역을 기점으로 하는 루모이 본선을 더해 2개의 노선이 상호 운행하고 있다. 단선 · 섬식을 합친 구조의 복합 철도 역사이다. 경부선 심천역과 한자가 같다

## 타는 곳
| 1 | ■ 하코다테 본선 | (상행) | 다키카와 · 이와미자와 · 삿포로 방면 |                 |
| 3 | ■ 하코다테 본선 | (하행) | 아사히카와 방면                     | (주로 특급열차) |
| 4 | ■ 하코다테 본선 | (하행) | 아사히카와 방면                     | (주로 보통열차) |
| 4 | ■ 루모이 본선   |        | 루모이 · 마시케 방면                |                 |
| 5 | ■ 루모이 본선   |        | 루모이 · 마시케 방면                | (일부의 열차만) |

## 역 주변
- 국도 제233호선
- 후카가와 시청
- 기타소라치 신용금고 본점
- 호쿠요 은행 후카가와 지점
- 후카가와 시립병원
- 후카가와 시민회관
- 다쿠쇼쿠 대학 홋카이도 단기 대학

## 인접 정차역
| 홋카이도 여객철도 하코다테 본선 | 홋카이도 여객철도 하코다테 본선 | 홋카이도 여객철도 하코다테 본선 |
| ------------------------------- | ------------------------------- | ------------------------------- |
| A23 모세우시 오타루 방면        | 하코다테 본선                   | 오사무나이 A25 아사히카와 방면  |
| 홋카이도 여객철도 루모이 본선   |                                 |                                 |
| 시·종착역                       | 루모이 본선                     | 기타이치얀 마시케 방면          |